# Metoponrhis
Metoponrhis là một chi bướm đêm thuộc họ Erebidae.

## Loài
- Metoponrhis albirena Christoph, 1887
- Metoponrhis karakumensis Gerasimov, 1931
- Metoponrhis marginata Hampson, 1898
- Metoponrhis rungsi Lucas, 1936